# Melba Moore
Melba Moore, de son vrai nom Melba Hill (née le 29 octobre 1945 à New York), est une chanteuse et actrice américaine.

## Carrière
Aux États-Unis, sa meilleure place dans les « charts » est 47e en 1978 avec You Stepped Into My Life. Elle est plus heureuse avec la catégorie RNB, où elle obtient deux n° 1 en 1986 avec A Little Bit More (avec Freddie Jackson) et avec Falling. Dans la catégorie Dance, elle atteint son meilleur rang (2e avec This Is It en 1976 et avec Love's Comin' at Ya en 1982).
En Angleterre, son plus grand succès est  This Is It, classé 9e en 1976.

## Discographie

### Albums studio
- 1970 : I Got Love (Mercury)
- 1971 : Look What You're Doing to The Man (Mercury)
- 1975 : Peach Melba (Buddah)
- 1976 : This Is It (Buddah)
- 1976 : Melba (Buddah)
- 1977 : A Portrait of Melba (Buddah)
- 1978 : Melba (Epic)
- 1979 : Burn (Epic)
- 1980 : Closer (Epic)
- 1981 : What a Woman Needs (Emi America)
- 1982 : The Other Side of the Rainbow (Capitol)
- 1983 : Never Say Never (Capitol)
- 1986 : A Lot of Love (Capitol)
- 1988 : I'm in Love (Capitol)
- 1990 : Soul Exposed (Capitol)

### Album live
- 1972 : Melba Moore Live!